# Soul on Ice
Soul on Ice è il primo album in studio del rapper statunitense Ras Kass, pubblicato nel 1996.

## Tracce
1. On Earth As It Is... – 4:43
2. Anything Goes – 5:49
3. Marinatin' – 4:05
4. Reelishymn – 4:27
5. Nature of the Threat – 7:43
6. Etc. – 3:12
7. Sonset – 6:00
8. Drama (featuring Coolio) – 3:46
9. The Evil That Man Do – 6:10
10. If/Then – 4:50
11. Miami Life – 4:06
12. Soul On Ice – 3:42
13. Ordo Abchao (Order Out of Chaos) – 4:30